# Pomatorhinus horsfieldii
Pomatorhinus horsfieldii е вид птица от семейство Timaliidae.

## Разпространение
Видът е разпространен в Индия.